# Amaurolimnas
Amaurolimnas is een geslacht van vogels uit de familie Rallen, koeten en waterhoentjes (Rallidae). Het geslacht telt één soort:
- Amaurolimnas concolor  – Effen bosral